# Joyce Bryant
Pour les articles homonymes, voir Bryant.
Joyce Bryant, née le 14 octobre 1927 à Oakland et morte le 20 novembre 2022, à Los Angeles, est une chanteuse et actrice afro-américaine. 

## Biographie
Joyce Bryant est l'aînée de huit enfants. Elle naît à Oakland, puis grandit à San Francisco. Son père est cuisinier pour la Southern Pacific Railroad, alors que sa mère est une dévote de l'Église adventiste du septième jour,. Enfant tranquille, Joyce Bryant envisage de devenir une enseignante en sociologie,.
Elle a obtenu un certain succès de la fin des années 1940 au début des années 1950 pour ses performances au théâtre et dans les clubs de nuit. Ses cheveux couleur argent et ses robes de soirées de type « sirène » créées par la styliste Zelda Wynn Valdes ont fait d'elle l'un des premiers sex-symbol afro-américains.
Joyce Bryant quitte le showbusiness en 1955, au sommet de sa carrière, afin de se consacrer à l'Église adventiste du septième jour. Une dizaine d'années plus tard, elle revient dans le secteur[Quoi ?] comme vocaliste puis enseignante.